# Christina Lochman-Balk
Pour les articles homonymes, voir Balk.
Christina Lochman-Balk (8 octobre 1907 - 8 mars 2006) est une géologue américaine spécialisée dans l'étude des fossiles de l'ère paléozoïque, anciennement appelée paléontologie cambrienne. Lochman s'occupe plus particulièrement des trilobites et des invertébrés du Cambrien. Au cours de sa carrière, il n'est pas très courant pour les femmes d'obtenir un diplôme ou de faire carrière dans la géologie, qui est surtout étudiée par les hommes. Parallèlement à ses recherches, elle est également conférencière et professeure aux universités de Mount Holyoke, de Chicago et à l'Institut des mines et de la technologie du Nouveau-Mexique. Elle obtient deux diplômes de géologie au Smith College de Northampton, dans le Massachusetts, et son doctorat à l'université Johns-Hopkins en 1933. Elle épouse Robert Balk en 1947, qui est professeure de géologie à l'université de Chicago. Après la mort de son mari en 1955, elle devient professeure titulaire et est nommée chef du département de géologie de l'Institut des mines et de la technologie du Nouveau-Mexique en 1957. Elle quitte son poste en 1972.

## Carrière d'enseignement
Après avoir terminé ses études universitaires, Lochman-Balk accepte des postes d'enseignement à la faculté de géologie du Mount Holyoke College. C'est au cours de son séjour là-bas (1935-1947) que Christina Lochman-Balk est promue et reconnue comme professeure associé, une réussite particulièrement louable pour une femme de son époque. En 1947, Lochman-Balk s'installe à l'université de Chicago avec son mari et collègue Robert Balk, qui est professeur de géologie. Elle devient maître de conférences dans cette même université, plutôt que professeure, en raison de problèmes de népotisme dus à sa relation avec Robert Balk,.
Christina Lochman-Balk ne peut conserver le titre de professeure associée qu'elle détenait auparavant à Mount Holyoke à l'université de Chicago, car cela aurait violé les règles contemporaines de népotisme, en raison de sa relation étroite avec un professeure actuel plutôt que sur la base de son mérite en tant que géologue. Après sa courte carrière à l'université de Chicago, en 1952, Christina Lochman-Balk déménage à Socorro, au Nouveau-Mexique, car son mari se voit offrir un poste à l'Institut des mines et de la technologie du Nouveau-Mexique en tant que membre du Bureau des mines et des ressources minérales de l'État. Christina travaille également pour l'Institut , où elle est chargée de cours. Lochman-Balk reçoit également le titre de "doyenne des femmes", ce qui lui donne la responsabilité de surveiller et de coordonner les activités et les préoccupations des étudiantes fréquentant l'établissement. Le mari de Lochman-Balk, Robert, décède le 19 février 1955 lorsque l'avion dans lequel il voyage s'écrase sur la flèche rocheuse du Canyon Domingo Baca, connue sous le nom de "dent de dragon".
Après la mort de son mari, Christina Lochman-Balk continue à travailler comme conférencière au New Mexico Institute of Technology and Mining jusqu'à ce qu'elle devienne professeure titulaire et chef du département de géologie en 1957. Clay T. Smith, collègue de Lochman-Balk, déclare qu'en raison de sa renommée dans les domaines de la géologie et de la paléontologie, Lochman-Balk a immédiatement rehaussé le prestige du programme. Cela permet au département d'offrir à davantage d'étudiants la possibilité de recevoir un doctorat en sciences de la Terre. Christina Lochman-Balk prend sa retraite de New Mexico Tech en 1972. Elle travaille ensuite pendant deux ans en tant que géologue stratégique pour le New Mexico Bureau of Mines. Lors de son départ à la retraite, New Mexico Tech l'honore du titre de professeure émérite, une désignation donnée uniquement aux femmes professeurs qui ont apporté des contributions distinguées au monde universitaire,.

## Recherche
Par intermittence, tout au long de sa carrière de géologue, Lochman-Balk effectue des recherches sur différents aspects de la paléontologie, de la géologie et de la stratigraphie de l'ère cambrienne dans tous les États-Unis, notamment au Missouri, au Texas, au Montana, au Wyoming, en Idaho et à Terre-Neuve, ainsi que dans la région de Taconic dans l'État de New York et dans la région de Caborca au Mexique. Les vastes connaissances de Christina Lochman-Balk sur les trilobites de l'ère cambrienne lui donnent l'occasion de contribuer à une variété de revues et de publications dans le domaine de la biologie. Ces publications comprennent, entre autres, le Treatise on invertebrate paleontology en 1959, Cambrian biostratigraphy of North America en 1958 et Upper Cambrian Faunal Patterns on the Craton en 1970.

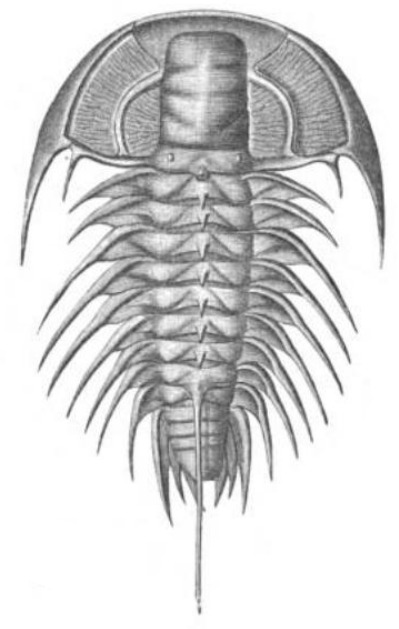
Représentation artistique d'un Trilobite.

### Époque géologique de l'étude
La faune étudiée par Christina Lochman-Balk provient principalement de la période cambrienne. Dans cette période, on distingue les époques du Cambrien supérieur, moyen et inférieur. Dans les montagnes du Montana, elle étudie principalement la faune de l'époque du Cambrien supérieur et une partie de la faune du Cambrien moyen. Ses recherches permettent également de découvrir une faune de l'Ordovicien inférieur. L'un des principaux organismes du début de l'ère cambrienne qu'elle étudie sont les trilobites. Il s'agit d'un groupe d'arthropodes arachnomorphes éteints de la classe des trilobita. En plus de se concentrer sur les trilobites, Lochman-Balk est une pionnière dans l'étude de la stratigraphie paléozoïque. Elle étudie de nombreuses périodes de l'ère paléozoïque et les organismes qui y vivaient. C'est à la fin de cette ère que les trilobites s'éteignent.

### Lieu d'étude
Les séquences de faune cambrienne apparaissent à travers l'Amérique du Nord et l'Europe. Christina Lochman-Balk peut contribuer énormément à la recherche des faunes du Cambrien inférieur alors qu'elle se trouve à New York. Pour poursuivre ses recherches sur les faunes du Cambrien supérieur, elle se déplace vers l'ouest, dans les Montagnes Rocheuses, situées dans le Montana. Christina Lochman-Balk concentre ses recherches le long de Lodge Pole Creek en raison de la présence d'une séquence ininterrompue du Cambrien supérieur et de séquences exposées du Cambrien moyen. Il est très difficile de localiser les fossiles en raison de la rareté de leur présence dans les séquences cambriennes, de l'exposition directe limitée à la faune et de la facilité avec laquelle les coquilles des fossiles étaient endommagées.

### Découvertes faites
Après de nombreuses études de différents bassins à travers l'Amérique du Nord,,,, Christina Lochman-Balk peut mettre en relation du bois mort fossilisé, et des couches de fossiles cambriens (par exemple des trilobites, des brachiopodes) dans divers bassins fluviaux, établissant une chronologie commune entre les zones. Alors qu'elle travaille au New Mexico Institute of Mining and Technology, Lochman-Balk collabore avec James Lee Wilson pour établir une description générale et une chronologie de la biostratigraphie de l'ère cambrienne dans certaines régions d'Amérique du Nord. Au cours de ce même travail, ils découvrent que la faune de la fin et du milieu de l'ère cambrienne ne présentait pas une évolution aussi contrastée que celle de la fin du Dresbachien et de l'ère franconienne. Cet ensemble de caractéristiques rend difficile l'établissement d'une chronologie plus précise que celle qui pourrait être développée avec les fossiles trouvés à la fin du Dresbachien et à l'époque franconienne. Ceci étant dit, la large distribution des fossiles de l'ère cambrienne à travers l'Amérique du Nord en fait un fossile d'index utile. Au fur et à mesure que l'on découvrait des endroits contenant ces fossiles, il devenait plus facile de donner un contexte à l'ensemble de la biostratigraphie dans ces régions. En 1939, les recherches de Lochman-Balk l'amènent à une conclusion avancée selon laquelle la zone Elvinia du Franconien basal avait une corrélation plus directe avec la base de la section européenne du Cambrien supérieur, par opposition à l'emplacement de la zone Cedaria dans la section nord-américaine, comme on le croyait auparavant. Dans les années qui ont suivi, des informations et des preuves supplémentaires ont été recueillies à l'appui de cette découverte, les géologues devenant plus familiers avec les faunes des zones nord-américaines. Le travail de Lochman-Balk sur ce concept a permis d'établir des corrélations zonales beaucoup plus précises à l'avenir.

## Notoriété
À l'époque où la carrière de Christina Lochman-Balk se déroule (1933-1972), les femmes commencent à entrer dans des professions non traditionnelles et à s'efforcer de réussir dans des domaines dominés par les hommes. Elle réussit à gravir les échelons et à obtenir des titres et une reconnaissance que peu de femmes ont obtenus dans le domaine de la géologie, grâce à son propre mérite. Elle connait un grand succès et est reconnue dans les domaines de la géologie et de la paléontologie, étant élue membre de l'Association américaine pour l'avancement des sciences et de la Geological Society of America. En 1996, Lochman-Balk est reconnue pour sa contribution à la paléontologie en recevant la "Presidents Citation" de la société de paléontologie,,.